# Дубровинский, Борис Михайлович
Борис Михайлович Дубровинский (1921—2013) — советский военный и учёный-юрист, первый руководитель Всесоюзного института усовершенствования работников юстиции.

## Биография
Родился 6 апреля 1921 года в Москве.
После окончания средней школы в сентябре 1940 года был призван на службу в Красную армию, стал участником Великой Отечественной войны с самого её начала. Прошёл путь от красноармейца по политрука стрелковой бригады, капитан. Член ВКП(б)/КПСС с октября 1942 года. В 1943 году Борис Дубровинский был тяжело ранен и около года лечился в госпиталях. По излечении окончил полугодичные курсы Ивановского военно-политического училища и продолжил службу в армии до 1956 года.
После военной службы получил высшее юридическое образование во Всесоюзном юридическом заочном институте (1954—1959, ныне Московский государственный юридический университет) по специальности «правоведение». В 1959—1961 годах — инструктор, затем — заместитель заведующего отдела пропаганды Куйбышевского райкома КПСС города Москвы (1961—1962). С 1962 года Б. М. Дубровинский работал на различных должностях в структуре Генпрокуратуры СССР. В 1970—1976 годах руководил Всесоюзным институтом усовершенствования работников юстиции (ВИУРЮ, ныне Всероссийский государственный университет юстиции), став его первым исполняющим обязанности директором. С марта 1976 года исполнял обязанности заведующего кафедрой общественных наук и управления. С сентября 1977 года — заведующий сектором обобщений научных исследований Центрального научно-исследовательского института экспертизы трудоспособности и организации труда инвалидов.
В 1971 году защитил кандидатскую диссертацию на тему «Проблемы борьбы с мелкими хищениями государственного и общественного имущества». Автор ряда научных трудов, среди них:
- Недооценка опасности мелких хищений // Социалистическая законность, № 3, 1968 г.
- К вопросу о борьбе с мелкими хищениями государственного и общественного имущества // Социалистическое право, № 1, 1970 г.
- Правовое воспитание и формирование нравственных убеждений молодежи // Советская педагогика, № 11, 1970 г.
- Нравственное и правовое воспитание в процессе формирования личности советского человека // Актуальные вопросы марксистско-ленинской философии. Ученые записки МГПИ им. Ленина, М. 1972.
- Прокуратура и местные Советы депутатов трудящихся в борьбе с правонарушениями // М., Всесоюзный институт по изучению причин и разработке мер предупреждения преступности, 1972 г.
- Для работников юстиции // Вестник высшей школы, № 1, 1974 г.

Умер в 2013 году в Москве.
Был награждён орденами «Отечественной войны» 2-й и 1-й степеней и «Красной Звезды», а также медалями степени, в числе которых «За боевые заслуги», «За оборону Кавказа», «За взятие Кенигсберга», «За победу над Германией в Великой Отечественной войне 1941—1945 гг.».